# Sequenza 9.3
Sequenza 9.3 est un ensemble vocal à effectif variable. Le cœur de son projet artistique est l'interprétation de pièces a cappella à 12 voix solistes ainsi que de pièces pour chœur et orgue des XXe et XXIe siècles.

## Présentation
L'ensemble Sequenza 9.3 est fondé par Catherine Simonpietri en 1998,,.
Parmi ses collaborations, Sequenza 9.3 a travaillé avec la compagnie Blanca Li, la cinéaste Noémie Lvovsky (participation au film Les Sentiments), la chanteuse malienne Mah Damba. 
Le nom de l'ensemble fait référence à la Sequenza III, pour une voix solo, du compositeur italien Luciano Berio (1966), créée et rendue célèbre par son épouse, Cathy Berberian ; Berio écrivit en tout XIV Sequenze, pour différents effectifs instrumentaux. Le 9.3 se réfère au département français de la région parisienne, la Seine Saint-Denis, portant le numéro 93, et souvent détaillé en 9.3.
En 2011, Sequenza 9.3 est lauréat du prix Liliane Bettencourt pour le chant choral, décerné en partenariat avec l’Académie des beaux-arts. Ce prix récompense la qualité musicale de l’ensemble et son expérimentation de la polyphonie vocale contemporaine.

## Création d'œuvres
- Ondrej Adamek : Ombre cri (2008)
- Édith Canat de Chizy : Corazon loco (2007), A song of joys (2008)
- Aurélien Dumont : Croisées dormantes (2011)
- Thierry Escaich : Exultet (2005), Sanctus (2007)
- Eric Lebrun : Magnificat allemand (2007)
- Christophe Looten : Grand Pater Noster (2012), Messe super "l'Homme désarmé" (2014)
- Vincent Paulet : Licht in der Nacht (2007)
- Franck Tortiller : Ex Africa semper novi (2011)

## Discographie
- Jehan Alain : Intégrale de la musique vocale, Abeille Musique – Label Sisyphe (2005) (Diapason d'Or de l'année 2005 - Choc du Onde de la Musique - 9 de Répertoire)
- Thierry Escaich : Exultet - Accord-Universal (2006) (Victoire de la Musique Classique 2006 - 10 de Répertoire - ****le Monde de la Musique -                 4 Diapasons - Prix de l'Académie du disque lyrique)
- Daniel-Lesur, André Jolivet, Olivier Messiaen : Jeune France - Label Alpha (2008) (****le Monde de la Musique - 5 Diapasons - Clef ResMusica)
- Lucien Durosoir : Le Balcon - Label Alpha (2011)
- Philippe Hersant : Clair Obscur - Decca Universal (2013)
- Juste Janulyte, Thierry Escaich, Philippe Hersant, Éric Tanguy, John Tavener, Jacob Clemens non Papa, John Dowland, Johannes Ockeghem, Henry Purcell : Vocello, avec Henri Demarquette, violoncelle[6] - Decca Universal (2017) (Choc Classica, FFFF Télérama)